# Anitra Steen
Anitra Linnéa Steen, född Bergström den 13 maj 1949 i Västanfors församling i Fagersta, Västmanland, är en svensk politisk tjänsteman (socialdemokrat) och direktör. 

## Biografi
Steen, som blev filosofie kandidat vid Uppsala universitet 1971, inledde sin yrkesbana som socialassistent i Nacka 1972–1974 samt utredare vid Stockholms läns allmänna försäkringskassa 1975–1978 och Riksförsäkringsverket 1979–1980. År 1981 anställdes hon vid Finansdepartementet, där hon blev departementsråd 1985. Hon var statssekreterare i Utbildningsdepartementet 1989–1991. Efter den socialdemokratiska valförlusten 1991 blev hon generaldirektör för Verket för högskoleservice 1992–1994. Steen var statssekreterare i Finansdepartementet 1994–1995 och generaldirektör för Riksskatteverket 1996–1999. Hon var ordförande i styrelsen för Stockholms konserthus 1995–1997 och utsågs 1998 till ordförande i Stockholms universitets styrelse. Åren 1996–1999 var hon ledamot i Systembolagets styrelse.
Mellan 1999 och 2009 var Anitra Steen VD för Systembolaget. Företaget moderniserades och omvandlades under den tiden att bli mer lik en detaljhandel med bland annat självbetjäning. Hon var chef under den så kallade Systembolagshärvan 2003, då bland annat 65 butikschefer fälldes för mutbrott. Den 4 september 2008 meddelande Steen sin avgång. Hon slutade som VD för Systembolaget i maj 2009. Hon fyllde då 60 år och kunde gå i pension. Hon kunde då få en pension på 1,2 miljoner kronor om året till sin död.
Anitra Steen blev därefter styrelseordförande i AB Svenska Spel och AFA Försäkring samt styrelseledamot i bland annat PostNord AB.
Anitra Steen var Göran Perssons statssekreterare under dennes tid som skolminister och finansminister. Hon var starkt engagerad i Perssons arbete att genomdriva kommunaliseringen av den svenska grundskolan. Steen och Persson gifte sig den 6 december 2003. De äger gården Övre Torp vid sjön Båven i Södermanland. 

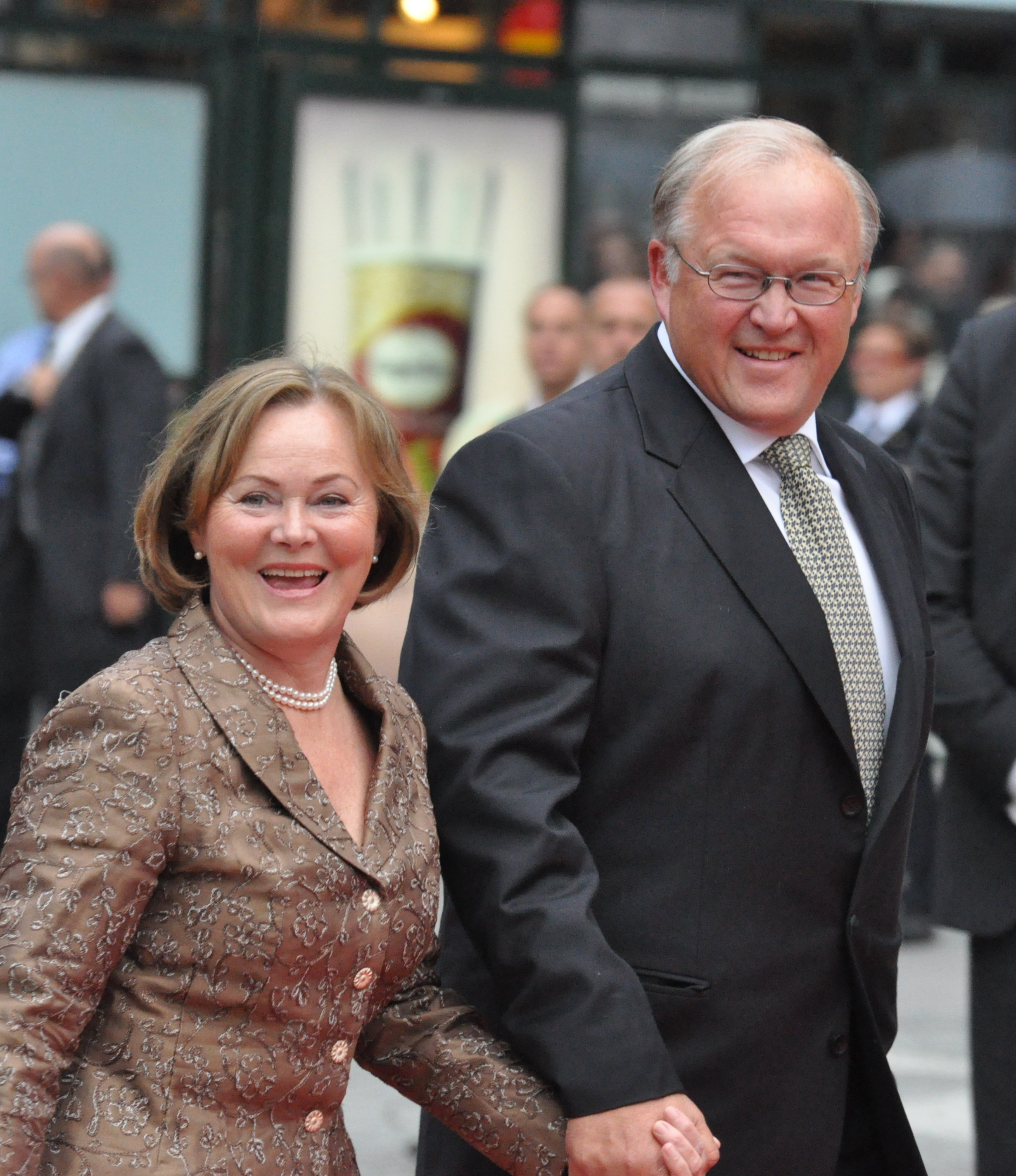
Anitra Steen med Göran Persson under bröllopet mellan kronprinsessan Victoria och Daniel Westling i juni 2010.

Efternamnet Steen kommer från hennes tidigare make. 
Steen är sedan 1996 ledamot av Ingenjörsvetenskapsakademien.

## Utmärkelser
- 2024 – Illis quorum-medaljen (12:e storlen)[6]